# Peri Han
Peri Han (bürgerlich Hatice Perihan Özbeserek; * 7. Januar 1934 in Kütahya; † 6. August 2008 in Istanbul) war eine türkische Schauspielerin.

## Leben und Karriere
Han wurde in Kütahya geboren und spielte während ihrer Karriere in über 20 Filmen, hauptsächlich zwischen den 1960er und 1970er Jahren. Zu ihren bekanntesten Werken gehören Filme wie Canlı Hedef, Aşktan da üstün und Biz de arkadaş mıyız?.
Peri Han war mit Mete Kalkavan verheiratet. Sie starb am 6. August 2008 im Alter von 74 Jahren. Ihr Leichnam wurde auf dem Hasdal-Friedhof im Istanbuler Stadtteil Kağıthane beigesetzt.

## Filmografie (Auswahl)
- 1958: Mavi Boncuk
- 1959: Peçeli Efe
- 1960: Cilalı İbo'nun Çilesi
- 1960: Namus Uğruna
- 1961: Allah Cezanı Versin Osman Bey
- 1961: İki Aşk Arasında
- 1961: Kabadayılar Kralı
- 1961: Oy Farfara Farfara
- 1961: Sessiz Harp
- 1967: Şeytanın Oğlu
- 1967: Ya Sev Ya Öldür
- 1967: Yıkılan Yuva
- 1968: Atlı Karınca Dönüyor
- 1968: Kanun Namına
- 1968: Tek Kurşun
- 1969: Kardeş Kurşunu
- 1969: Ölmüş Bir Kadının Mektupları
- 1970: Canlı Hedef
- 1971: Bir Kadın Kayboldu
- 1973: Dertli
- 1987: Bebek
- 1987: Donanmanın Gülü
- 1987: Geri Dön
- 1987: Seni Seviyorum